# OUTER SPACE
OUTER SPACE（外太空），是台灣一時裝品牌，由Circus樂團、CIRCUS ACTION主持人廖人帥於2007年成立。OUTER SPACE所有貨品都會寫著Made in OUTER SPACE，而不是Made in 任何一個國家、地區。因Leo認為地球是大家的，不單只是人類所有，而國家的出現也是人們因為私人利益而產生的名詞罷了，也因為有了國家，所以產生了戰爭，國家為了方便控制人民思想，於是富麗堂皇說著愛國心來整合控制大家的思想。

## CIRCUS
CIRCUS是Channel V一個團體，較棒棒堂（Lollipop）、黑Girl及Choc7（超克7）早出道，為各人的師兄。CIRCUS各人的關係十分友好，因此CIRCUS其他成員（EASON、KID、小馬）會時常為OUTER SPACE拍攝宣傳照上傳至網頁、Blog等。
CIRCUS各人於其節目（Circus Action及Circus 狗仔隊）會時常穿著OUTER SPACE衣服，而Leo也會時常在節目中置入宣傳其品牌OUTER SPACE。

## 棒棒堂/Choc7（超克7）
事實上，棒棒堂底迪經常會購買及穿著OUTER SPACE衣服。棒棒堂底迪不只一次在其節目（模范棒棒堂）中提及十分喜歡OUTER SPACE這品牌。

## 商品系列

### OUTER SPACE
- 耶誕好神T
- 佛光普照T
- 小護士紀念T
- OUTER SPACE太空閃電Logo T
- OUTER SPACE太空雜訊Logo T
- 愛的小傘T
- OUTER SPACE 太空帽系列（第一代）
- 3D 太空T
- 走唱少年 T（高調登台限定款）
- 走唱少年 T（Go Rock Boyz款）
- 太空袋鼠 T
- CIRCUS 標語T
- OUTER SPACE 銀河系 （新年限量款）
- CIRCUS環島歷險紀念T
- 繁殖少年 (Go Fuck Boyz) T
- 太空麻將T
- Go Sexy Girls 長版T (金、銀限量款）
- NO SIR 反兵役聯名T（隨機附贈單曲）
- 831 x OUTER SPACE 聯名T（與八三夭樂團聯名）
- 搖滾春吶款（08年活動限定）
- 熱血春吶款（08年限量100件）
- 星球爆炸T
- 太空Battle T
- I know the answer!!! OUTER SPACE款-洩密T
- I know the answer!!! Stay Real款-考試萬歲T
- 畢業快樂 T
- CIRCUS NEVER DIE T
- 旺福 x OUTER SPACE 聯名限定T
- 好事不發生T
- 太空帽（夏日限定款－檸檬黃）
- OUTER SPACE x Pizza Cut Five 聯名系列T
- 太空一周年100件限量T
- 太空亂鬥大合體 激少80件 紀念T
- 太空單邊肩吊帶 系列
- VINA 首張個人EP [Go Rock Girls]
- 山東 x OUTER SPACE 聯名系列
- L.O.V.E長版T（太空女孩限定款）
- 季節限定（鬼月獻禮）
- 稀有！限量150頂 OUTER SPACE太空帽 （黑武士款）
- 太空蛋糕T
- 太空叮噹T
- OUTER SPACE 太空帽系列（第二代）
- OUTER SPACE x 奪魂鋸聯名系列
- OUTER SPACE x Funs Want萬聖太空節限定系列
- 二號行星 LOGO T系列
- 第一屆太空設祭　設計師創作限定系列
- 太空史上首款限量帽夾
- DESCENDANTS OF THE DRAGON 中國、新加坡、台灣三地限量款
- 太空雷電T
- 太空雷電帽夾系列
- 太空亂鬥大合體限量太空帽系列
- 太空亂鬥大合體限量帽夾
- 賀歲限定 太空門神T
- 雙截棍腰鍊
- L.O.V.E太空情人T 系列
- CIRCUS PAPARAZZI狗仔T 系列
- I`m your gift ! OUTER SPACE蝴蝶結長版T 系列
- 三號行星 LOGO T 系列
- 太空帽系列（第三代）
- WR x OUTER SPACE x SUPERBORED 聯名限量太空帽系列
- O.S.U 太空聯邦系列 T
- O.S.U 太空聯邦軍牌系列
- O.S.U 太空聯邦系列 太空帽
- 太空氣球LOGO T
- 太空戰隊 T
- 太空戰隊公仔系列
- 太空福袋
- L.O.V.E太空情人T （夏日限定款）
- 太空告示牌系列 T
- 太空霓虹亂鬥 T
- 太空藏寶圖系列 T
- 太空藏寶圖系列太空帽
- OUTER SPACE x 8-Style聯名雲朵系列款 (公仔、太空帽、T)
- Aloha!太空歷險 T
- OS太空背包
- 太空扇
- CIRCUS小丑頭初回設計紀念款
- 太空原色系 T
- 太空原色太空帽
- CPR IS GOOD T
- 太空蠟燭／兩周年紀念款 T
- OS兩周年紀念 T
- 太空甜筒長版 T
- 太空冰淇淋系列 T
- 太空碟仙系列 T
- L.O.V.E太空情人 T（秋冬限定）
- 太空百鬼夜行系列 T
- OS x 裸奔少年KID火箭發射款T
- OS x AV女神小澤瑪莉亞火箭發射款T
- 三方跨國聯名!天使魔鬼款T[黑.白.限量色]
- 阿姆斯壯登陸月球40週年紀念 T
- 登陸月球40週年標語 T
- OS HERO光速小丹尼 T
- OS HERO暗黑小丑 T
- OS HERO激光毀滅者 T (超能白、超能黑及超能灰)
- OS HERO雷霆隊長 T (超人黑及超人藍)
- OS HERO風暴雪女 T (七分袖特別款)
- OS HERO雷霆隊長 T (七分袖特別款)
- OS HERO巨型太空閃電Logo T (銀閃電特別版)
- OS HERO巨型太空閃電Logo T (白閃電、黃閃電及紅閃電)
- OS HERO超能標語亂鬥 T
- OS HERO超人合體亂鬥 T
- OS X WR四週年限量聯名紀念T潮流套餐 （帽(奧運少一圈帽子款)+臉(經典表情惡搞款)+身體(沒有四度空間口袋款)）
- OS X WR四週年限量聯名紀念T (沒有四度空間口袋款)
- OS HERO 太空牛仔jeans 系列
- OS HERO超能太空帽 (超能紅及海軍藍)
- OS HERO 系列限量工作服
- OS HERO 星際騎士太空風衣 (騎士黑及太空銀)
- OS HERO超能標語太空帽 (燙銀款)
- OS HERO超能標語連帽夾克 (經典黑及雪花灰)
- OS HERO超人合體亂鬥太空腰包
- OS HERO超人合體亂鬥太空皮夾
- OS HERO超人合體亂鬥太空背包
- OS X WR四週年限量聯名紀念毛帽
- 太空豹紋迷彩雙面穿Tee (男款限定-紅、男款限定-藍及男款限定-灰)
- 太空豹紋迷彩長版T (女款限定)
- OS豹紋迷彩雙面穿帽夾 (紅黑款、藍黑款、黃黑款及灰黑款)
- OS太空豹豹充氣公仔 (紅黑豹紋款及DIY塗鴉空白特別款)
- OUTERSPACE X 電影阿凡達限量紀念T
- 太空豹紋迷彩厚磅短褲 (搶眼紅、百搭灰及酷炫紫)
- 太空豹紋迷彩雙面帆布腰帶 (百搭灰、酷炫藍及搶眼紅)
- 太空豹紋迷彩毛帽 (百搭灰、酷炫藍及搶眼紅)
- 太空豹紋迷彩軍帽 (百搭灰、酷炫藍及搶眼紅)
- 太空豹紋迷彩限量棉質圍巾 (百搭灰、酷炫藍及搶眼紅)
- OS豹紋迷彩太空腰掛包 (百搭灰、酷炫藍及搶眼紅)
- OS豹紋迷彩太空背包毛料特別版 (搶眼紅、雪花灰及酷炫藍)
- OS豹紋迷彩太空皮夾 (百搭灰、酷炫藍及搶眼紅)
- 太空豹紋迷彩手機/證件帶 (百搭灰、酷炫藍、搶眼紅及高調黃)
- OSBT火箭三角聯盟 (七分袖)
- OSBT太空人聯盟 (七分袖-紅/黑)
- OSBT太空幽浮聯盟 (七分袖)
- OSBT太空人聯盟 (短T-紅/黑)
- OSBT限量針織長版棉T (女款限定)
- OSBT太空棒球外套 (個性灰黑)
- OSBT太空棒球外套 (酷炫紅)
- OSBT太空棒球襪 (紅/白/黑)
- OSBT太空棒球帽 (黑宇宙)
- OSBT太空棒球帽 (熱火紅)
- LOVE太空情人T [熱戀紅/白款]、[熱戀紅/灰款]及[熱戀紅/黑款]
- 3代LOGO太空帽[紅色喜洋洋夜光特殊版]
- 太空虎年紀念帽夾[特別限量版]
- OS太空雙截棍腰鍊 (武士黑及極光紅)
- 露出你的小虎尾巴[特別限量版](紅、白及黑)
- THE YEAR OF TIGER IS JOYFUL![國際英文限量版](白藍、白桃、紅及黑)
- 太空虎亂鬥大合體 (特別限量版)
- 虎年行大運[國際中文限量版](白及灰)
- 太空虎長版T[女款限定限量版](黑、白及紫)

### 熱血
- LOVE LIFE T
- 豆腐T
- 熱血T

### 特別版TEE／紀念TEE
- 2008 [V] POWER 愛心音樂演唱會
- 棒棒堂我是傳奇2009亞洲巡迴演唱會 (香港站,廣州站)
- LOVE LIFE

### CIRCUS ACTION
- 於CIRCUS ACTION 第四季節目（熱血巴士）贊助三十位參加者之服飾。

## 旗艦店
官方第一間西門星球旗艦店位於西門町。
- 地址：台北市萬華區峨嵋街74號

於2009年暑假，OUTER SPACE會在士林、台中及高雄同一時間零時差（8月1日）同步開設旗艦店。
- 士林：台北市士林區文林路275號
- 台中：台中市北區一中街179巷9號（於2009年7月18日至7月31日試業，8月1日正式開幕）
  - 於2009年7月18日至7月31日史無前例地舉行「太空試賣祭」，即一中旗艦店與太空官網均同一價（官網價格會比旗艦店便宜）[2]。
  - 開幕當天首200名買家可得到CIRCUS成員KID及EASON的「夏日男優超清涼拍立得」（人體招牌）
  - CHANNEL [V]娛樂台頻道前總監張世明前來一中旗艦店支持CIRCUS及OUTER SPACE。[3]。
- 高雄：高雄市新興區新田路167號（於2009年7月25日至7月31日試業，8月1日正式開幕）
  - 於2009年7月25日至7月31日史無前例地舉行「太空試賣祭」，即堀江旗艦店與太空官網均同一價（官網價格會比旗艦店便宜）

剪綵時間：
- 嘉賓：
- 士林：下午12時
- 一中：下午4時
- 堀江：晚上8時

- 香港（台灣地區以外首間旗艦店，由Outerspace太空總長-廖人帥（Leo）及熱血主理人-黑人陳建州於2010年5月30日主持開幕並由Leo擔任Outerspace一日店長）
  - 地址：尖沙咀海運大廈3樓LCX 9B2及9B3號舖
  - Outer space香港海港星球 正式開幕 [變型演化完成開幕會] ：前一百名排隊者，即可免費獲得Outerspace 開幕T-shirt一件，一百零一名到三百名身穿outer space & 熱血相關商品(配件不算，含L2)的外星人可獲得Outerspace港幣伍拾元折價購買商品(單筆消費可折抵港幣50元)，三百名之後的外星人亦可獲得神秘小禮物一份。

OUTER SPACE打算於香港、新加坡等地開設旗艦店。香港第一間星球旗艦店將於2010年5月30日開幕。
於香港、澳門、台灣、新加坡、中國大陸、加拿大都可以購買到OUTER SPACE商品。